# Jüdischer Friedhof (Bingen am Rhein)

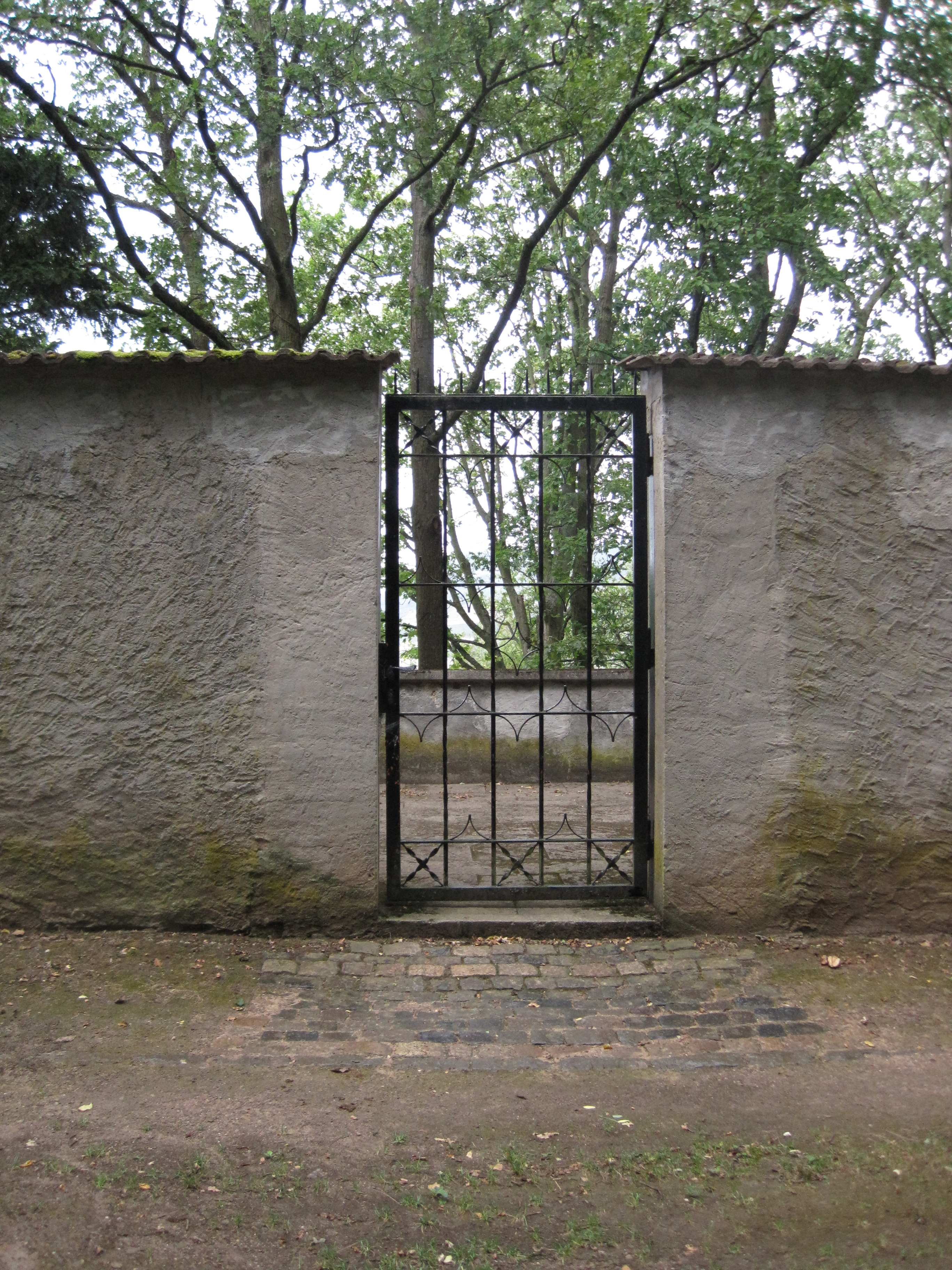
Eingang zum Friedhof

Der Jüdische Friedhof in Bingen am Rhein, einer Stadt im Landkreis Mainz-Bingen in Rheinland-Pfalz, wurde im 16. Jahrhundert angelegt. Er ist ein geschütztes Kulturdenkmal.

## Lage
Der 93,27 ar große jüdische Friedhof liegt am Fuß des Rochusberges, oberhalb des kommunalen Friedhofes. Er ist erreichbar über die Waldstraße in Richtung Scharlacheck.

## Geschichte
Die mittelalterliche jüdische Gemeinde in Bingen hatte keinen eigenen Friedhof, sie bestattete ihre Verstorbenen auf dem Friedhof in Mainz. Der jüdische Friedhof in Bingen wurde in der 2. Hälfte des 16. Jahrhunderts angelegt. Nach dem 1789 angelegten Memorbuch der Gemeinde fand 1562 die erste Beisetzung statt.

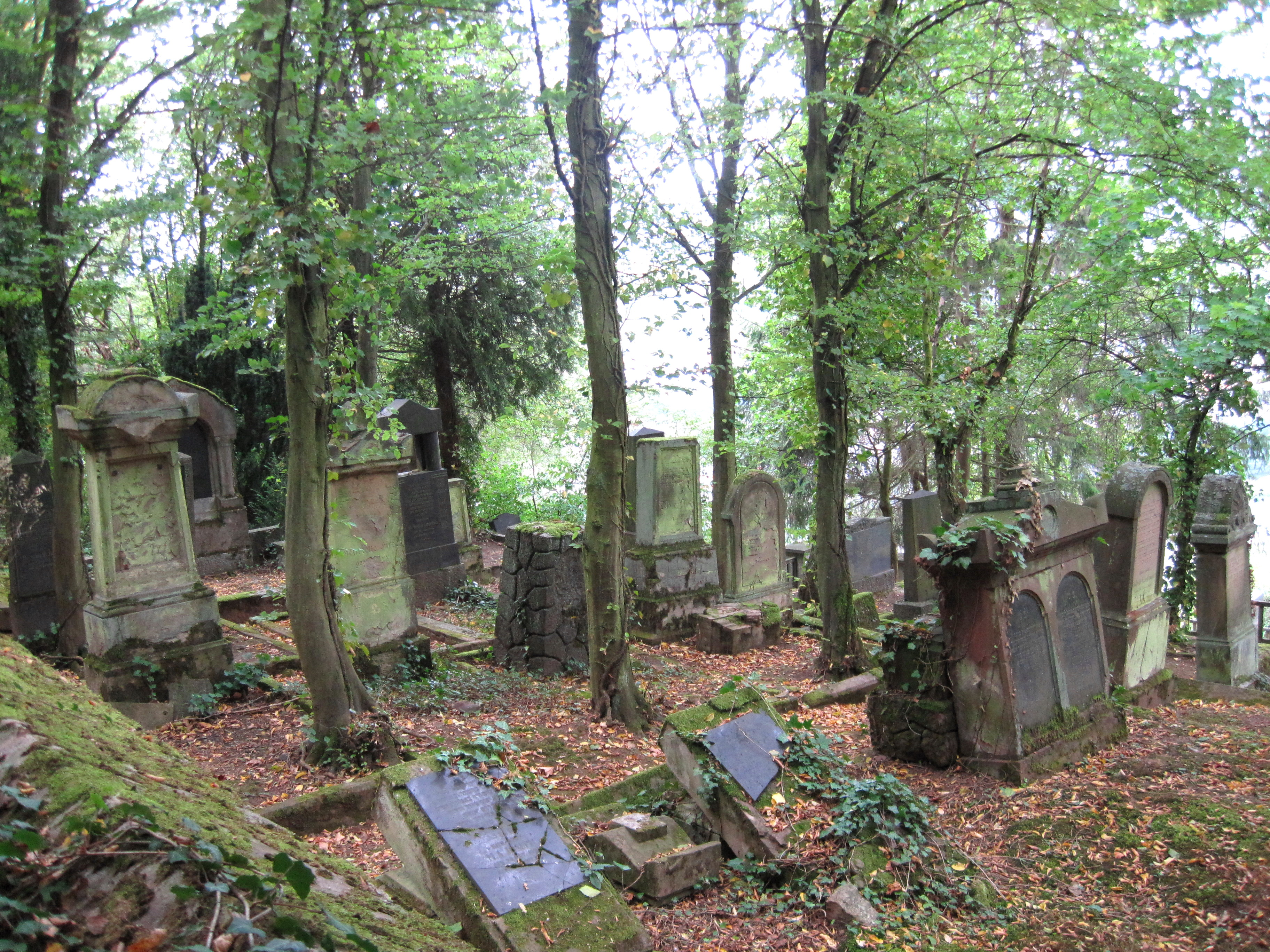
Grabsteine

Der älteste Teil des Friedhofs liegt im Osten des 265 m langen, aber unterschiedlich breiten Grundstückes. Der Friedhof wurde auch von den umliegenden jüdischen Gemeinden zur Bestattung genutzt. Im Laufe der Zeit waren immer wieder Erweiterungen erforderlich. Es wird vermutet, dass der alte Teil, der 610 Grabsteine aufweist, wenigstens einmal aufgeschüttet und aufs Neue benutzt worden ist.
Der heutige Eingang liegt zwischen dem östlichen älteren Teil und dem westlichen neueren Teil, der 1856 angelegt wurde. In der südwestlichen Ecke des Friedhofsareals befindet sich seit 1872 der Friedhof der orthodoxen jüdischen Gemeinde, der bis 1925 durch eine Mauer abgetrennt war.
Trotz wiederholter Schändungen ist der jüdische Friedhof im Laufe der Jahrhunderte einschließlich der Zeit des Nationalsozialismus einer Zerstörung entgangen. Mit seinen über 1000 Grabsteinen (Mazewot) ist er einer der bedeutendsten jüdischen Friedhöfe in Rheinland-Pfalz. Der älteste Grabstein ist von 1602.